# Comperia
Comperia es un género monotípico de orquídeas de hábito terrestre. Su única especie es Comperia comperiana (Steven) Asch. & Graebn. (1907).
Su nombre significa la "comperia de Compere (colono francés y terrateniente en Crimea de 1800)

## Descripción
Es una planta de pequeño a gran tamaño que prefiere el climal frío, cada vez más de hábito terrestre, con un tallo de color verde con 2 a 3 hojas caulinas, agudas con un revestimiento de brácteas que son de 1 a 2 veces más grandes que los ovarios. Florece  en una inflorescencia terminal, erecta, laxa, cilíndrica de 25 cm de largo, con 5 a 20 flores de 3,75 cm de longitud. La floración se produce en la primavera y el verano temprano.

## Distribución y hábitat
Se encuentra en el mar Egeo, Crimea, Líbano, Turquía, Irak e Irán sobre sustratos calcáreos secos en los bosques abiertos de pinos, cipreses y árboles de hoja caduca, en alturas de 400 a 2000 metros.

## Taxonomía
Sinónimos:
- Comperia karduchorum Bornm. & Kraenzl. 1895
- Comperia taurica K.Koch 1849
- Himantoglossum comperianum (Steven) P.Delforge 1999
- Orchis comperiana Steven 1829
- Orchis karduchorum (Bornm. & Kraenzl.) Schltr. 1914